# Nintendo Kids
『Nintendo Kids』（ニンテンドーキッズ）は、双葉社が2001年から2004年にかけて刊行していた任天堂系ゲーム機の情報誌。

## 沿革
2001年3月21日、ゲームボーイアドバンスの発売と同時に創刊。この時期には、他社の任天堂系ハード専門誌も誌名変更している他、ティーツー出版も『ゲームボーイアドバンスマガジン』を発刊した。
任天堂系ハード専門誌であるにもかかわらず、読者コーナーにコーエーの『真・三國無双』のキャラクターや、ハリー･ポッターなどのイラストを載せることがあった。
双葉社はゲーム攻略本や『ファミコン4コマ王国』などでは長い歴史を持つが、本格的なゲーム雑誌の創刊はこれが初めてであった。攻略本で培った豊富な実績を背景に、一時期はラジオCMを展開するなど健闘を見せたが、2004年5月号で休刊。
マスコットキャラクターは、小谷野弘子デザインのニンキー。

## 連載漫画
かっこ内は作者名。
- げーむではたらく○○（神楽つな）
毎回、ゲームに関する仕事をしている人物にスポットを当てていくルポ漫画。○○の部分には、その人物が男性なら「おにいさん」。女性なら「おねえさん」といった具合の言葉が入る。
- ゲー漫
毎回、決められた1つのゲームを元に、2人の漫画家が描いていく4コマ漫画。作者がそのゲームをプレイした感想や失敗談などのネタが多く、レポート漫画に近いものがある。
漫画家は特に決まっておらず、毎号違う作者が執筆する。また、毎回作者のサイン色紙を懸賞として出していた。
以下は、このコーナーで執筆したことのある漫画家である（順不同）。
  - 高菜しんの
  - ちふくざわゆき
  - 加曽利りあら
  - 李KPA
  - 伊勢結
  - ひらのわたる
  - なかがわはてな
  - 川本祐太郎

他、数名。
- CIBER HUNTERニンキー（小谷野弘子）
Nintendo Kidsのマスコットキャラクターでもある主人公のニンキーが、主にジャマー一味たちが引き起こす事件を、様々なゲームキャラクターにサイバーロックオンして解決する1話完結漫画。
- ゼルダの伝説 風のタクト 4コマまんが小国（ÖYSTER）
同名のゲームを元にした4コマ漫画。雑誌内での人気が高く、任天堂唯一の公認コミックとして単行本化した。なお、これが作者の初めての単行本でもある。
- どうぶつの森+ ぷりん村日記（まつやま登）
同名のゲームを元にした、主人公ひかるのぷりん村での生活を描くほのぼの漫画。当作品も単行本化となっている。
- 喜劇 パワプロクンポケット 超人伝（平山善一）
同名のゲームを元にした、主人公のパワプロクンとその仲間たちの野球生活を描くギャグ漫画。
明確な時期設定がなく、『パワプロクンポケット』や『パワプロクンポケット2』のキャラクターが同時に登場しているため、パラレル漫画と思われる。また、『パワプロクンポケット2』に登場する野々村愛の名前は、「藍」と表記されていた。
なお、「パワプロシリーズ」や「パワポケシリーズ」両作品を通じて初めてであり、唯一の漫画化作品である。これ以降この作品の漫画化は実現していない（2008年10月現在）。
- 武者武者道中 ティラの介（西村揚介：ÖYSTERの別名）
- トリプルオー（長田馨）
霊感の強いカリスマ編集ゴトウが、様々な幽霊たちを除霊へと導くホラー漫画。
- マンガのマンガ まんふじ（坂井孝行）
「漫画家夫人」略して「まんふじ」を目指すあさちゃんが送る業界漫画。
- キノピオな毎日（川本祐太郎）
任天堂のキャラクター、キノピオを主人公にしたギャグ漫画。
- ファイナルファンタジータクティクスアドバンス４コママンガ（わた・るぅー）
同名のゲームを元にしたギャグ４コマ漫画。